# Brennan Johnson
Brennan Price Johnson (Nottingham, 23 de maio de 2001) é um futebolista profissional galês que atua como atacante. Atualmente joga pelo Tottenham, e pela Seleção Galesa.

## Infância
Johnson nasceu em Nottingham, Nottinghamshire. É filho do ex-futebolista jamaicano David Johnson.

## Carreira
Johnson ingressou na academia do Nottingham Forest com 8 anos de idade, proveniente do Dunkirk. A 3 de agosto de 2019, com 18 anos, Brennan fez a sua estreia pela equipa principal do Forest, entrando como suplente aos 88 minutos de uma derrota por 2–1 frente ao West Bromwich Albion, na 1ª jornada do Championship.
A 25 de setembro de 2020, Johnson foi emprestado ao Lincoln City, da League One, até ao fim da temporada 2020–21. Dois dias depois, fez a sua estreia pelo clube, ao sair do banco contra o Charlton Athletic. A 20 de outubro, Brennan marcou o seu primeiro golo profissional, através de um cabeceamento, numa vitória por 2–0 sobre o Plymouth Argyle. Em abril de 2021, Johnson marcou, em apenas 11 minutos, o primeiro hat-trick da sua carreira, numa vitória por 4–0 sobre o MK Dons.
A 28 de agosto de 2021, Johnson marcou o seu primeiro golo profissional pelo Nottingham Forest, num empate por 1–1 frente ao rival local Derby County. Os resultados da equipa melhoraram significativamente após o treinador Chris Hughton ser substituído por Steve Cooper. No mês de setembro, Brennan marcou 1 golo e fez 2 assistências, sendo eleito Jovem Jogador do Mês da EFL. Johnson recebeu o prémio de Jogador do Mês do Championship de abril de 2022, após os seus 4 golos e 4 assistências nesse mês terem qualificado o Forest para os play-offs, falhando por pouco a promoção automática. Johnson terminou a temporada como melhor marcador do Nottingham Forest, somando 19 golos em todas as competições, incluindo em ambas as mãos da semifinal dos play-offs - que eventualmente venceram, garantindo a subida à Premier League. Johnson foi eleito Jovem Jogador da Temporada do Championship.
A 1 de julho de 2022, Johnson renovou contrato com o Nottingham Forest por 4 anos, até 2026.

## Carreira Internacional
Internacionalmente, Johnson era elegível para representar Inglaterra, Jamaica e País de Gales. Jogou a nível Sub-16 e Sub-17 pelos ingleses mas, em 2018, optou por representar os galeses. Em setembro de 2020, Brennan foi pela primeira vez convocado pela Seleção principal do País de Gales.
A 12 de novembro de 2020, Johnson fez a sua estreia internacional sénior, num empate por 0–0 com os Estados Unidos. A 1 de setembro, foi pela primeira vez titular pelo País de Gales, conquistando um penálti num empate a zeros com a Finlândia. A 11 de junho de 2022, Brennan marcou o seu primeiro golo pela Seleção, num empate por 1–1 frente à Bélgica, na Liga das Nações. Em novembro de 2022, Johnson foi incluído na convocatória galesa para o Mundial de 2022, jogado no Qatar.

## Estatísticas de Carreira

### Clube
- Atualizado até 28 de maio de 2023

| Clube               | Temporada         | Campeonato        | Campeonato | Campeonato | FA Cup | FA Cup | EFL Cup | EFL Cup | Outros | Outros | Total | Total |
| Clube               | Temporada         | Liga              | Jogos      | Golos      | Jogos  | Golos  | Jogos   | Golos   | Jogos  | Golos  | Jogos | Golos |
| ------------------- | ----------------- | ----------------- | ---------- | ---------- | ------ | ------ | ------- | ------- | ------ | ------ | ----- | ----- |
| Nottingham Forest   | 2019–20           | Championship      | 4          | 0          | 1      | 0      | 3       | 0       | —      | —      | 8     | 0     |
| Nottingham Forest   | 2020–21           | Championship      | 0          | 0          | —      | —      | 0       | 0       | —      | —      | 0     | 0     |
| Nottingham Forest   | 2021–22           | Championship      | 46         | 16         | 4      | 1      | 0       | 0       | 3      | 2      | 53    | 19    |
| Nottingham Forest   | 2022–23           | Premier League    | 38         | 8          | 1      | 0      | 5       | 2       | —      | —      | 44    | 10    |
| Nottingham Forest   | Total             | Total             | 88         | 24         | 6      | 1      | 8       | 2       | 3      | 2      | 105   | 29    |
| Lincoln City (emp.) | 2020–21           | League One        | 40         | 10         | 2      | 1      | 0       | 0       | 7      | 2      | 49    | 13    |
| Total de Carreira   | Total de Carreira | Total de Carreira | 128        | 34         | 8      | 2      | 8       | 2       | 10     | 4      | 154   | 42    |

1. ↑  Jogos nos play-offs do Championship
2. ↑  4 jogos e 1 golo no EFL Trophy, 3 jogos e 1 golo nos play-offs da League One

### Internacional
- Atualizado até 29 de novembro de 2022[carece de fontes?]

| Seleção       | Ano   | Jogos | Golos |
| ------------- | ----- | ----- | ----- |
| País de Gales | 2020  | 1     | 0     |
| País de Gales | 2021  | 6     | 0     |
| País de Gales | 2022  | 11    | 2     |
| País de Gales | 2023  | 1     | 0     |
| Total         | Total | 19    | 2     |

| Nº | Data                | Local                                        | Internacionalização | Adversário    | Placar | Resultado | Competição                       | Ref.   |
| -- | ------------------- | -------------------------------------------- | ------------------- | ------------- | ------ | --------- | -------------------------------- | ------ |
| 1  | 11 de junho de 2022 | Cardiff City Stadium, Cardiff, País de Gales | 12                  | Bélgica       | 1–1    | 1–1       | Liga das Nações 2022–23 - Liga A | [ 23 ] |
| 2  | 14 de junho de 2022 | Estádio De Kuip, Roterdão, Países Baixos     | 13                  | Países Baixos | 1–2    | 2–3       | Liga das Nações 2022–23 - Liga A | [ 24 ] |

## Honras
Nottingham Forest
- Play-offs do Championship: 2022[25]

Tottenham
- Liga Europa da UEFA: 2024–25[26]

Individual
- Jovem Jogador Mês da EFL: setembro de 2021[13]
- Jovem Jogador da Temporada do Championship: 2021–22[15]
- Jogador do Mês do Championship: abril de 2022[14]